# Aktionsart
Cette page contient des caractères spéciaux ou non latins. S’ils s’affichent mal (▯, ?, etc.), consultez la page d’aide Unicode.
Le terme d'origine allemande aktionsart (Aktionsart, prononcé : [ʔakˈt͡si̯oːnsˌʔaɐ̯t], pluriel : Aktionsarten)  s'applique en linguistique à la manière dont est conçu le déroulement du procès et à son découpage en phases, tels qu'exprimés, soit par le verbe lui-même, soit par sa forme grammaticale. Il est parfois traduit en français par ordre de procès, caractère de l’action, mode d'action ou modalité d'action (anglais : manner of action), mais fréquemment aussi employé tel quel.
Les différentes aktionsarten se distinguent en fonction de leur sens, donc sur des critères sémantiques. Dans le cadre de la dérivation de verbes à partir d'autres verbes, l'aktionsart peut être exprimée par certains morphèmes, ce qui fait de l'aktionsart une catégorie pour la formation des mots, la morphologie dérivative d'une langue. Dans ce sens, le concept d'aktionsart prend, particulièrement en linguistique anglo-saxonne, la dénomination d'aspect lexical (lexical aspect). Lorsqu'on regroupe systématiquement les aktionsarten en catégories grammaticales dans la construction des formes verbales, on parle d'aspect, ou d'aspect grammatical (grammatical aspect). L'aspect exprime de son côté différentes aktionsarten.

## Historique du concept
Les concepts d'aspect et d'aktionsart ont été utilisés au XIXe siècle à propos de phénomènes similaires, parfois même en tant que synonymes. En 1908, le slavisant Sigurd Agrell (1881-1937), qui travaillait sur le polonais, a formulé pour la première fois une différenciation des deux concepts :

« Par le terme d'Aktionsart je n'entends pas [...] les deux catégories principales des verbes slaves, les formes de l'inaccompli et de l'accompli (l'imperfectif et le perfectif) — cela, je l'appelle « aspect ». Sous la dénomination d' Aktionsart, je décris des fonctions sémantiques des composés verbaux qui n'ont pratiquement pas été prises en compte jusqu'ici — et encore bien moins classifiées — et qui expriment plus précisément comment l'action est accomplie, qui marquent  la manière dont elle se réalise ».
Cette définition s'est largement diffusée en slavistique ; en remplacement de l'emploi du terme Aktionsart pour dénoter la signification fondamentale d'un verbe, le slaviste Alexander Isatschenko a proposé en 1962 le concept de « caractère verbal » (Verbalcharakter). Toutefois chez les linguistes en général, le concept d'aktionsart s'est développé pour en venir à caractériser aussi bien l'aktionsart « sémantique » que la classification (particulièrement en philologie classique) des distinctions sémantiques entre les différentes formes conjuguées.
Wendt par exemple effectue une distinction entre les aspects, déterminés selon un point de vue subjectif, et les aktionsarten, qui concerneraient le « déroulement objectif », et renvoie par exemple à la réalisation occasionnelle également de l'aspect sous forme de deux mots différents dans les langues slaves.
Dans la linguistique moderne s'est finalement répandue la distinction entre, d'une part, l'aspect en tant que concept grammatical concernant les formes fléchies et la syntaxe, d'autre part, l'aktionsart en tant que concept lexical concernant les formes dérivées et la classification sémantique des verbes. Certains ont pu aller jusqu'à proposer d'abandonner complètement le concept d'aktionsart et de n'effectuer de distinction qu'entre la « catégorie grammaticale de l'aspect », la « classification aspectuelle des verbes », et les « verbes aspectuels ». La discussion autour de l'emploi du terme d'aktionsart n'est toujours pas close aujourd'hui.

## Vue d'ensemble des aktionsarten
Les concepts spécifiques à la base de l'aktionsart ne sont pas toujours distingués précisément les uns des autres et varient en fonction de chaque spécialisation linguistique. Les critères de définition des aktionsarten sont eux aussi controversés. La vue d'ensemble qui suit est basée sur le point de vue de Metzler.
- le duratif (également dénommé aterminatif, continuatif, cursif) décrit un évènement qui dure, donc un état. Ex : en italien ero « j'étais » (duratif) vs. fui « je fus » (ingressif): « je devins ». Le terme constitue en outre une appellation générale pour les aktionsarten qui décrivent  un état de façon globale, même si l'évènement lui-même se compose d'un certain nombre d'évènements ponctuels.
  - le délimitatif décrit un évènement qui dure un certain temps sans restriction temporelle, comme en russe читать (tchitat') « lire » → почитать (potchitat') « lire un peu »
  - le progressif (ou continuatif ; en anglais également continuous) exprime un procès en cours, souvent en relation avec un événement ponctuel ; par exemple en anglais, I was eating, « j'étais en train de manger ». Dans certaines langues le progressif est une catégorie aspectuelle. Dans les langues romanes et en allemand, une périphrase aspectuelle[Laquelle ?] facultative est en outre en train de se développer actuellementModèle:C’est-à-dire.
  - le perduratif décrit un procès qui dure ou un état appelé à se terminer ; par exemple en russe спать (spat') « dormir » → проспать всю ночь (prospat' vsju notch') « passer toute la nuit à dormir ».
  - l'itératif (aussi : fréquentatif, multiplicatif, parfois aussi habituatif ou habituel) décrit un procès qui se répète, habituel ; par exemple en latin vocare « appeler » → vocitare « avoir l'habitude d'appeler ».

- le ponctuel regroupe les aktionsarten qui décrivent un évènement délimité, soudain, ou encore le point de départ ou de conclusion d'un procès :
  - le momentané (instantané) désigne un évènement unique, se déroulant en un instant.
  - le semelfactif (lat. semel, une fois) désigne un événement singulier, unique ; il s'oppose à itératif. Par ex. en allemand klopfen « frapper, donner des coups » → anklopfen « frapper » (à la porte).
  - l´ingressif, ou initif, désigne le début d'une action (contraire d'égressif) ; par ex. en italien avevo « j'avais »  (duratif) vs ebbi « j'eus, je reçus ».
  - l´inchoatif (en anglais inceptive) désigne l'entrée graduelle dans un état, ou le début graduel d'une action ; par ex. en grec ancien ἐράω (eraō) « j'aime » → ἠράσθην / erásthēn « je me suis mis à aimer ».
  - l´évolutif désigne la phase initiale d'un procès et son développement ; par ex. en allemand keimen, « germer » → aufkeimen « commencer à germer, à poindre ».
  - le mutatif (ou transformatif) désigne un changement d'état ; par ex. en allemand erkranken  « tomber (devenir) malade ».
  - l´égressif (ou effectif) désigne la fin d'un procès ; par ex. en allemand blühen « être en fleur » → verblühen « se faner ».
  - le résultatif indique la conclusion ou le résultat d'un procès ; par ex. en grec ancien θνῄσκειν (thnēskein, duratif) « être mort » → τεθνηκέναι (tethnēketai, résultatif) « avoir décédé ».
  - le finitif désigne la fin (soudaine) d'un procès, par ex. en allemand  schwinden « faiblir, s'amenuiser » → verschwinden « disparaître ».
  - le complétif désigne la menée à son terme d'un procès ; par ex. en russe писать (pisat') « écrire » → пописывать (popisyvat') « finir la rédaction de ».
  - le distributif désigne une succession d'une même action (du point de vue du sujet ou de l'objet) ; par ex. en russe  болеть (bolet') « souffrir, être malade » → переболеть (perebolet) « être malade l'un après l'autre »
  - le gnomique (du grec ancien γνώμη (gnōmē), « avis, connaissance » désigne une action délimitée, accomplie à de multiples reprises et considérée pour sa signification générale, proverbiale ; par ex. Qui va à la chasse perd sa place.

- les aktionsarten qui expriment un degré d'intensité ou d'autres fonctions qualitatives :
  - l´atténuatif décrit une qualité affaiblie ou plus inoffensive que le verbe de base ; par ex. en italien cantare « chanter » →  canterellare « fredonner ».
  - le causatif décrit le fait de faire en sorte qu'une action ait lieu : par ex. en allemand fallen « tomber » → fällen « faire tomber ». Il est exprimé en sanskrit, dans les langues sémitiques et en turc par des formes conjuguées.
  - le factitif décrit une action qui influe sur une autre action, par ex. faire construire.
  - l´intensif-itératif décrit un procès comme pénible ou difficile ; par ex. en russe писать (pisat') « écrire » →  выписывать (vypisyvat') « tracer des lettres avec effort ».
  - l´intensif-semelfactif décrit un évènement unique et violent par rapport à la signification du verbe de base ; par ex. en russe толкать (tolkat') « pousser, heurter » → толкнуть (tolknut') « pousser brusquement, bousculer ».
  - le diminutif-itératif décrit un évènement qui se répète régulièrement, mais avec une faible intensité ; par ex. taper  → tapoter.
  - le cumulatif indique que l'action se rapporte à une quantité d'objets, par ex. en russe нарвать (narvat') « cueillir » → нарывать (цветов) (naryvat' cvetov) « cueillir des fleurs en quantité ».
  - le total indique que l'action englobe la totalité d'un objet, ou l'ensemble des objets ; par ex. en russe  писать (pisat) « écrire » → исписывать (ispisyvat) « remplir (d'écriture) ».
  - le désidératif désigne le souhait de réalisation d'une action ; par ex. en latin edere « manger » → esurire « vouloir manger, avoir faim ». Le désidératif en sanskrit n'est d'ordinaire pas défini comme une aktionsart.
  - le conatif possède une fonction sémantique voisine de celle du désidératif ; il désigne une tentative, un effort en vue de la réalisation d'une action, par ex. en latin abibat « il essayait de partir, il voulait s'en aller ».

## Modes de réalisation des aktionsarten

### Les aktionsarten dans la formation des mots
L'aktionsart peut faire partie intégrante de la signification d'un verbe, c'est-à-dire que le verbe réalise globalement la catégorie d'une aktionsart ; lorsque l'aktionsart n'est pas formellement apparente, on suppose qu'elle est codifiée lexicalement. Les verbes qui n'expriment pas d'aktionsart spécifique sont appelés neutres du point de vue de l'aktionsart (aktionsartneutral), comme les verba simplicia, les verbes fondamentaux des langues slaves. La question de savoir si en allemand, tout verbe exprime une aktionsart, ou seulement certains d'entre eux, ou seulement les verbes dérivés, fait l'objet de discussions.
Par exemple, le verbe ruhen (se reposer, être au repos) décrit un état (duratif), tandis que le verbe finden (trouver) décrit un évènement unique (ponctuel). Le verbe aufgehen (se lever) décrit une modification d'état (mutatif), alors que öffnen (ouvrir) représente la cause d'une situation (causatif). Il existe, en allemand comme en français, des couples de verbes qui décrivent des aktionsarten différentes d'un procès :
- sterben (mourir) → töten (tuer, causatif), « faire en sorte que quelqu'un meure » ;
- rufen (appeler, crier) → schreien (intensif) « crier fort, hurler ».

Le langage a développé divers moyens morphologiques pour construire des verbes ressortant d'aktionsarten différentes. Parmi ceux-ci on peut citer (pour l'allemand) : l'altération du radical (stehen « être debout » → stellen « faire en sorte que qqch soit debout » ; l'infléchissement (Umlaut) de la voyelle du radical (fallen « tomber » → fällen « agir de manière à faire tomber qqch »), ou l'apophonie (Ablaut) – souvent avec umlaut (trinken « boire » → tränken « donner à boire, faire boire qqn ») ; la suffixation de certains phonèmes ou syllabes au radical (husten « tousser » → hüsteln « tousser faiblement et répétitivement, toussoter ») ou l'ajout de syllabes ou de mots, auquel cas le résultat est décrit comme un mot composé (laufen « courir » → loslaufen « se mettre à courir, partir en courant » / weiterlaufen « continuer à courir »). Les langues slaves ont développé un système complexe pour exprimer les aktionsarten au moyen de dérivations morphologiques, de sorte que dans ces langues, les classifications sont extrêmement différenciées.
En hébreu il existe sept radicaux verbaux (binjanim) généralement dérivés d'une racine trilitère, qui permettent d'exprimer entre autres le genus verbi, mais également d'autres aktionsarten comme l'intensif ou le causatif (radicaux קפצ k-p-tz; qal inf. abs. קפוץ kāpōtz « sauter » ; causatif inf. abs. הקפיץ hakpētz « faire sauter »).

### Les aktionsarten dans la conjugaison et la syntaxe
Les aktionsarten peuvent toutefois aussi être exprimées par les différentes formes que peut revêtir un verbe (flexion) ou par des mots complémentaires apportant des précisions sémantiques. Ainsi la forme latine du parfait dixi « j'ai dit », du verbe dicere « parler, dire » peut signifier que le locuteur a dit tout ce qu'il avait à dire et n'a plus rien à ajouter ; la forme temporelle du parfait exprime dans ce cas une aktionsart de type résultatif. En grec ancien et moderne, le système verbal exprime également des aktionsarten différentes au moyen du temps verbal.
On retrouve dans de nombreuses langues les aktionsarten en tant que catégories propres de la conjugaison ; ainsi par exemple :
- en turc beklemek « attendre » → bekletmek « faire attendre » (causatif) ;
- en sanskrit rauti « il crie » → rorūyate « il crie de façon répétée » (fréquentatif) ou « il crie avec force » (intensif).

Lorsque l'action n'est pas exprimée par les formes d'un mot unique, on parle de formation périphrastique (du grec περίφρασις / periphrasis) ou analytique. C'est ainsi par exemple que la tournure allemande ich war am Lesen « j'étais occupé à lire, en train de lire », ou la tournure française commencer à + infinitif, permettent de réaliser par périphrase une aktionsart de type respectivement progressif et inchoatif. Ce type de formation revêt une importance particulière dans les langues de type analytique et isolant, qui ne disposent pas de véritables flexions. Le chinois par exemple fait usage de mots particuliers qui ont perdu leur signification originelle et marquent désormais l'aktionsart derrière le verbe.
Enfin l'aktionsart peut être exprimée au moyen d'adverbes circonstanciels, comme dans l'expression « Soudain je l'ai vu » (voir aussi le tableau des aktionsarten en allemand).

## Les aktionsarten dans différentes langues

### Langues indo-européennes

#### En grec
Le grec ancien fait partie des langues dans lesquelles les aktionsarten sont également exprimées au moyen de catégories aspectuelles grammaticales (comme c'était vraisemblablement le cas en indo-européen primitif). Deux de ces aspects apparaissent au présent et au passé, l'aspect aoristique n'existant à l'indicatif que sous la forme du passé. Le futur est en grec ancien un temps à part entière et n'exprime ni aktionsart, ni aspect spécifique.
Le tableau ci-dessous fournit une classification sommaire de l'aspect grammatical en fonction des aktionsarten :
| Aspect       | imperfectif / paratatique                        | perfectif / aoristique                                      | perfectique / résultatif  |
| Aktionsarten | duratif fréquentatif / itératif habituel conatif | ponctuel égressif / effectif inchoatif / ingressif gnomique | résultatif                |
| Temps        | Présent, imparfait                               | Aoriste                                                     | Parfait, plus-que-parfait |

Le grec moderne a systématisé le système aspectuel du grec ancien et l'a étendu à tous les temps (présent compris). La différenciation aspectuelle par la flexion est en outre un moyen linguistique productif de distinction et d'expression des aktionsarten. Ainsi par exemple, la forme verbale de l'aoriste κοιμήθηκε (kimíthike) exprime une aktionsart inchoative ou ingressive et doit être traduite en français par « il s'endormit ». Le duratif « il dormit » est exprimé par κοιμόταν (kimótan) (aspect imperfectif, ou paratatique). Le verbe dormir par lui-même représente sémantiquement dans les deux langues une action qui dure ; pour exprimer une autre aktionsart que celle qui lui est inhérente, on utilise donc en français une dérivation morphologique, alors qu'en grec on emploie un autre aspect grammatical.

#### Dans les langues slaves
Déjà en vieux slave, la forme linguistique slave la plus anciennement documentée par des écrits, on formait des dérivés spécifiques en fonction des aktionsarten. Ainsi on différencie morphologiquement, pour les verbes de mouvement, une aktionsart terminative et aterminative (iti → khod-iti « aller », nesti → nos-i-ti « porter »). L'aterminatif avait un sens itératif ou causatif ; on parle également dans ce cas d´indéterminé, et de déterminé pour le terminatif. Sur la base morphologique de ces aktionsarten du vieux slave s'est formé le système aspectuel, également binaire, des langues slaves modernes.
Dans les langues slaves modernes, les aktionsarten s'expriment au moyen d'un grand nombre d'affixes, qui peuvent conférer des significations additionnelles diverses au concept verbal originel, celui-ci étant toutefois conservé.
Morphologiquement, ces aktionsarten sont réalisées au moyen de préfixes, d'infixes et de suffixes, ainsi que d'altérations phonétiques et de l'accent tonique ; différentes aktionsarten peuvent être exprimées au travers d'une même construction (exemples tirés du russe) :
- préfixe + altération phonétique : идти  idti « aller » → по-йти  pojti « s'en aller »
- infixe + altération phonétique : прыгать prygat´ « sauter » → прыг-ну-ть prygnut´ « faire un bond »
- préfixe + infixe : пить pit´ « boire » → по-пи-ва-ть popivat´ « boire une gorgée de temps en temps, siroter »
- préfixe + suffixe : болтать boltat’ « bavarder » → раз-болтать-ся rasboltat’sja « bavarder excessivement »

Généralement l'aspect grammatical change également entre le verbe de base et le dérivé : ainsi du verbe imperfectif signifiant « aller » est dérivé le perfectif « s'en aller ».
Exemples d'aktionsarten exprimées en polonais par le préfixe po- :
- inchoatif : kochać « aimer » → pokochać « tomber (devenir) amoureux »
- ingressif : jechać « se déplacer (en véhicule) » → pojechać « partir (en véhicule) »
- distributif : wiązać « lier » → powiązać « lier, attacher différentes choses / tout ensemble »
- délimitatif : czytać « lire » → poczytać « lire un peu »
- résultatif: grzebać « creuser » → pogrzebać « enterrer ».

Le préfixe po- associé à certains verbes peut toutefois indiquer simplement l'aspect perfectif, par ex. błogosławić « bénir » (imp.) → pobłogosławić « bénir » (perf.) Dans ce cas, on ne parle pas en slavistique d'aktionsart. Il y a aussi une tendance en slavistique à renoncer à la notion d'aktionsart et de parler plutôt par exemple de « fonction du dérivé ».

#### Dans les langues romanes
Au cours de l'évolution des langues romanes, la tendance à exprimer les aktionsarten syntaxiquement s'est imposée. On trouve malgré tout, à côté des évolutions des dérivés latins, des dérivations postérieures appliquées aux verbes de base, comme en français les suffixes -et- (fréquentatif-diminutif, ex : craquer → craqueter), -el- (causatif, ex. craqueler), -ot- (fréquentatif-itératif, ex : siffler → siffloter). En italien, on trouve des suffixes tels que -icchi, -acchi, souvent avec un sens atténuatif : dormire « dormir » → dormicchiare « somnoler », bruciare « brûler » → bruciacchiare « prendre feu »).

#### En allemand
La classification présentée ci-après est répandue en germanistique. Les catégories sont fondées sur des critères en partie morpho-dérivationels, en partie purement sémantiques, et en partie encore syntaxiques.
- Les principales catégories d'actions. Ici apparaissent souvent les notions de « duratif / non duratif », c'est-à-dire que l'une des catégories est définie négativement. Au lieu de « duratif », on trouve aussi les termes aterminatif, continuatif, cursif, immutatif, inaccompli, atélique, et le plus souvent imperfectif. « Non duratif » peut être remplacé en germanistique par terminatif, mutatif, accompli, télique, et plus souvent perfectif.

Les critères de différenciation sont souvent les suivants :
- les verbes duratifs évoquent quelque chose d'inaccompli, de non délimité, de durable ; les verbes non-duratifs comportent par opposition une notion de délimitation temporelle et de point d'arrivée.

- les verbes duratifs admettent des compléments adverbiaux de durée, tels que pendant une heure, contrairement aux non-duratifs qui prennent de préférence des compléments adverbiaux de temps comme en une heure. Ex : Sie suchte den Schlüssel eine Stunde lang « elle a cherché la clé pendant une heure », mais : * Sie fand den Schlüssel eine Stunde lang « * elle a trouvé la clé pendant une heure » (plutôt : Sie fand den Schlüssel in einer Stunde, « elle a trouvé la clé en une heure »).

- les verbes non-duratifs admettent les deux formes passives (Der Schlüssel wird/ist gefunden, « on va trouver / a trouvé la clé »), alors que les duratifs n'admettent que la forme passive en werden (Der Schlüssel wird gesucht « on cherche la clé », mais  * Der Schlüssel ist gesucht).

- les verbes non-duratifs se mettent plus volontiers au « présent-futur » que les duratifs.

- les verbes duratifs ne construisent jamais leur parfait avec sein « être » (sauf les verbes sein, et bleiben « rester »).

##### Regroupements
Pour la classification ci-après voir en particulier

##### Sous-catégories des aktionsarten duratives
Les sous-catégories des aktionsarten duratives sont :
- l'aktionsart itérative, qui  indique la répétition (régulière, habituelle) à de multiples reprises, par ex. stechen « piquer » → sticheln « lancer des piques »

- l'aktionsart intensive, qui indique une intensité élevée, par ex. schneiden « découper » → schnitzen « sculpter, tailler »

- l'aktionsart diminutive (ou : atténuative), qui marque un évènement d'une intensité limitée, par ex. tanzen « danser » → tänzeln « dansoter »

- l'aktionsart intransformative[2] : les verbes de ce type indiquent une absence de modification de l'état considéré, par ex. behalten « conserver ».

##### Sous-catégories des verbes non duratifs
Ce sont les suivantes :
- l’inchoatif (synonymes : ingressif, inceptif, initif). Il indique un début, un commencement (graduel), la sortie d'un état précédent et l'entrée dans un nouvel état. Les termes d’inchoatif / inceptif et d’ingressif / initif sont parfois différenciés, les premiers étant plutôt utilisés dans le cas d'un commencement graduel et les seconds d'un commencement soudain (comparer s'endormir et jaillir) ;
- le résultatif (ou : conclusif [vieilli], effectif, egressif ; également terminatif, perfectif, télique, finitif, délimitatif). Les verbes résultatifs dénotent la sortie d'un état ou d'un procès, sans entrée dans un nouvel état / procès ; on peut les reconnaître au fait que « leur variante imperfective n'implique pas de variante perfective »[20]. Par exemple Das Haus ist am Verbrennen « la maison est en feu » n'implique pas que la maison sera finalement complètement réduite en cendres. Plus rarement, on trouve une distinction entre le caractère graduel ou soudain de l'action (comparer verbrennen « brûler » et finden « trouver » = ne plus être à la recherche de) ; on utilise alors le terme de conclusif (résultatif) dans le premier cas, d´égressif dans le second.

Le résultatif et l´inchoatif sont parfois regroupés sous le terme générique de transformatif, ou de mutatif ; cependant, le transformatif est parfois aussi considéré comme une aktionsart à part entière pour des verbes comme rosten « rouiller », et est alors utilisé en parallèle à perfectif, mutatif et/ou à résultatif.
- Il est aussi courant, en grammaire allemande, de regrouper les aktionsarten exprimant un changement d'état soudain sous la dénomination de ponctuel ou de momentané. Les verbes correspondants ne peuvent former que des phrases agrammaticales si on leur adjoint un complément adverbial de durée : * sie stöhnt eine Stunde lang auf (* « elle pousse un gémissement pendant une heure »), * er findet die Lösung eine Stunde lang (* « il trouve la solution pendant une heure »). Ceci tient au fait que de tels verbes décrivent un changement de situation rapide.

Il s'agit là des catégories les plus fréquemment invoquées. Des aktionsarten telles que le comitatif, le conatif ou le distributif, et beaucoup d'autres, ne sont pas mentionnées en grammaire allemande, d'où il faut conclure que la répartition des aktionsarten dans les langues slaves est de fait plus précise et mieux différenciée.
Voyons maintenant les moyens par lesquels chaque aktionsart peut s'exprimer en allemand. On partira du principe de la distinction entre moyens de dérivation morphologique, moyens analytiques et moyens syntaxiques. La première catégorie comprend les composés construits avec des affixes ; la deuxième, les formes verbales complexes utilisant des auxiliaires + l'un des trois types d'infinitifs (infinitif seul, infinitif précédé de zu et infinitif substantivé) ; la troisième prend en compte les compléments adverbiaux et autres.
|                             | Morpho-dérivationnel                                                                                                | Analytique | Syntaxique |
| --------------------------- | --- | --- | --- |
| Aktionsart durative         | (douteux) : an- dans andauern                                                                                       | sein + am/in/beim + infinitif, dabei sein + zu + infinitif                                                          | Choix d'un objet prépositionnel au lieu d'un accusatif ( an einem /einen Roman schreiben). Adverbes tels que ununterbrochen, pausenlos... |
| Aktionsart itérative        | Suffixe -ln et parfois altération vocalique (tropfen → tröpfeln)                                                    | | Locutions de type verbe+verbe (par ex. „er rannte und rannte“), adverbes tels que mehrmals, oft...                                        |
| Aktionsart intensive        | Renforcement expressif de consonne (hören → horchen)                                                                | | Adverbes tels que stark, heftig, sehr |
| Aktionsart atténuative      | Suffixe -ln et parfois altération vocalique                                                                         | - | Locutions telles que ein wenig, ein bisschen                                                                                              |
| Aktionsart intransformative | Particule verbale weiter-                                                                                           | bleiben + am + infinitif, bleiben + infinitif (parfois aussi dénommé Absentivkonstruktion)                          | Locutions telles que immer noch, weiterhin...                                                                                             |
| Aktionsart semelfactive     | Identifiables seulement d'après la phrase complète (comparer „er sieht eine Katze“ et „er sieht seine Katze gerne“) | Identifiables seulement d'après la phrase complète (comparer „er sieht eine Katze“ et „er sieht seine Katze gerne“) | Identifiables seulement d'après la phrase complète (comparer „er sieht eine Katze“ et „er sieht seine Katze gerne“)                       |
|                             | | | |
| AKTIONSART Non durative     | | | |
| Aktionsart inchoative       | Préfixes tels que ent-, er- (entflammen), particules verbales comme los- (loslaufen)                                | anfangen/beginnen + zu + infinitif (également dénommée Phasenverbkonstruktion)                                      | Locutions telles que allmählich, nach und nach...                                                                                         |
| Aktionsart résultative      | Préfixes tels que ver- (verblühen)                                                                                  | aufhören + zu + infinitif (également dénommée Phasenverbkonstruktion)                                               | Locutions telles que nicht mehr... |

L'expression des autres aktionsarten classées dans les « non-duratives » est reportée sur les adverbes.

### Langues non indo-européennes

#### En chinois
Les langues chinoises, généralement décrites comme isolantes, modifient les verbes, non pas au moyen de flexions, mais de « mots » (ou de syllabes) qui n'ont pas de sens propre, et ne constituent donc pas des lexèmes indépendants, mais sont ajoutés en tant que morphèmes derrière le mot portant le sens de base, et traduisent ainsi différentes catégories grammaticales.
Les langues chinoises, qui ne disposent pas de morphèmes pour exprimer les temps, en possèdent de nombreux pour exprimer les aktionsarten ; les substantifs et les adjectifs pouvant faire office de verbes, ils peuvent également être complétés par ces morphèmes.
Exemples pour le mandarin standard :
| Morphème     | Aktionsart                         | Exemple          | Transcription                 | Traduction                                       |
| ------------ | ---------------------------------- | ---------------- | ----------------------------- | ------------------------------------------------ |
| le           | perfectif-résultatif               | 我當了兵。       | wǒ dāng le bīng               | « je suis devenu soldat (et je le suis encore) » |
| guo          | perfectif d'expérience             | 我當过兵。       | wǒ dāng guo bīng              | « j'ai déjà été soldat »                         |
| zhèngzài/zài | imperfectif dynamique (progressif) | 我正在掛畫。     | wǒ zhèng zài guà huà          | « je suis en train d'accrocher des tableaux »    |
| zhe          | imperfectif statique (duratif)     | 牆上掛著一幅畫。 | qiáng shàng guà zhe yī fú huà | « un tableau est accroché au mur »               |

L'aspect délimitatif est exprimé par la reduplication du verbe : 走 zǒu « aller », 走走 zǒu zǒu « aller se promener un peu ».

#### En japonais
Le système verbal du japonais effectue une séparation très nette entre les verbes transitifs et intransitifs, qui se présentent par couples et sont dérivés morphologiquement (synthétiquement) l'un de l'autre. D'un point de vue sémantique, ces couples expriment principalement une notion de causativité / anticausativité. La forme du procès exprime pour les verbes intransitifs une aktionsart durative, et progressive pour les transitifs.